# Festival de la Leche y la Carne
Le Festival de la Leche y la Carne est un festival musical ayant lieu au Chili chaque année en janvier.
Il existe depuis 2006. Le Festival de la Leche y la Carne est le festival dans la ville de Osorno.

## Présentateurs
| Éditions | Éditions | Présentateur(s)                      |
| -------- | -------- | ------------------------------------ |
| 1er      | 2006     | José Alfredo Fuentes                 |
| 2e       | 2007     | José Alfredo Fuentes                 |
| 3e       | 2008     | Leo Caprile                          |
| 4e       | 2009     | Leo Caprile                          |
| 5e       | 2010     | Leo Caprile                          |
| 6e       | 2011     | Leo Caprile                          |
| 7e       | 2012     | Leo Caprile                          |
| 8e       | 2013     | Leo Caprile                          |
| 9e       | 2014     | Leo Caprile                          |
| 10e      | 2015     | Eduardo Fuentes                      |
| 11e      | 2016     | Jose Luis Rodriguez et Vanesa Borghi |
| 12e      | 2017     | Rafael Araneda                       |
| 13e      | 2018     | Rafael Araneda et Carolina de Moras  |
| 14e      | 2019     | Karen Doggenweiler et Rafael Araneda |

## La Reine et le Roi du Festival de la Leche y la Carne
| Éditions | Éditions | Reine             | Roi               |
| -------- | -------- | ----------------- | ----------------- |
| 3e       | 2008     | Yamna Lobos       | Depuis 2014       |
| 4e       | 2009     | Nicole Moreno     | Depuis 2014       |
| 5e       | 2010     | Jhendelyn Núñez   | Depuis 2014       |
| 6e       | 2011     | Angie Alvarado    | Depuis 2014       |
| 7e       | 2012     | Sabrina Sosa      | Depuis 2014       |
| 8e       | 2013     | Sandra Bustamante | Depuis 2014       |
| 9e       | 2014     | Camila Recabarren | Agustín Pastorino |
| 10e      | 2015     | Pays inconnu      | Pays inconnu      |
| 11e      | 2016     | Pays inconnu      | Pays inconnu      |